# دوتي بوكمان
دوتي بوكمان (بالإنجليزية: Dutty Boukman)‏، ويُعرف أيضًا باسم بوكمان دوتي (قُتل في 7 نوفمبر 1791) هو رجل أفريقي، وقع في العبودية وعاش عبدًا في جامايكا. كان من أوائل زعماء الثورة الهاييتية، ويعده البعض زعيمًا من زعماء المارون وكاهنًا من كهنة الفودو (هونغان).
تقول بعض الروايات المعاصرة له إنه كان كبيرًا لكهنة ديانة الفودو، جنبًا إلى جنب مع سيسيل فاتيمان، وكان كلاهما يرأس الطقوس الدينية التي أقيمت في بوا كاييمان (بالفرنسية: Bois Caïman) في أغسطس 1791، والتي أشعلت الشرارة الأولى لثورة العبيد 1791، التي كانت بدورها بداية الثورة الهاييتية.
كان بوكمان قائدًا محوريًا في ثورة العبيد في منطقة الكاب الفرنسي الواقعة في شمال المستعمرة. وقد انتهى أمره بمقتله على يد المزارعين والقوات الاستعمارية الفرنسية في 7 نوفمبر 1791.

## الخلفية
كان دوتي بوكمان عبدًا وُلد في جزيرة جامايكا. تعلم القرآن الكريم، وشرع في تعليم غيره من العبيد القراءة، إلا أنه لم يلبث أن بيع إلى مالك مزرعة فرنسية، فاستخدمه رئيسًا للعبيد (بالفرنسية: commandeur)‏، ثم قائد عربة. وقد اشتُق اسمه الفرنسي «بوكمان» من لقبه الإنجليزي Book Man (رجل الكتاب)، الذي فسّره بعض الباحثين بكونه مسلمًا، رغم ما عُرف عنه من كونه كاهن فودو (هونغان)، وذلك لأن مصطلح «رجل الكتاب» كان يعبر ـ في بعض المناطق الإسلامية ـ عن التزام المرء بتعاليم الإسلام، وهو ما تؤكده مؤرخة الشتات الأفريقي الفرنسية السنغالية سيلفيان آنا ضيوف، بينما يذهب باحثون آخرون إلى أن بوكمان كان يمارس مزيجًا توافقيًا من الديانات الأفريقية التقليدية ومذهب مسيحي ما.

## طقوس بوا كاييمان الدينية
تروي بعض الروايات المعاصرة لبوكمان أنه ترأس (في 14 أغسطس 1791 أو نحوها) طقوسًا دينية في بوا كاييمان، قام فيها بدور الهونغان (الكاهن) مع الكاهنة سيسيل فاتيمان. وقد تنبأ بوكمان في هذه الاحتفالية بأن العبيد جان فرانسوا بابيون وجورج بياسو وجانو سيقودون حركة مقاومة وثورة سيُكتب لها أن تحرر عبيد سان دومينغ. وقد نُحر حيوان، وأُخذ عهد، وحرض بوكمان والكاهنة السامعين على الانتقام من مستعبديهم الفرنسيين، وأن «يطرحوا عنهم صورة الإله (التي يرونها) في مستعبديهم».

## مقتله
قتل الفرنسيون بوكمان في نوفمبر 1791، بعد أشهر قليلة من اندلاع الثورة، ثم عرضوا رأسه على الملأ في محاولة لتبديد الهالة التي خلقها بوكمان حول نفسه عن كونه لا يُقهر. ويكشف هذا الفعل عن حجم الأثر الذي كان لبوكمان آنذاك في شعب هاييتي.